# Ovide Decroly

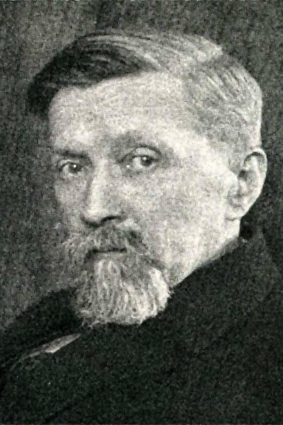
Ovide Decroly

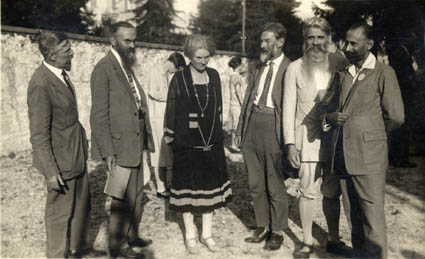
Ovide Decroly (links) auf einer Konferenz der New Education Fellowship

Jean-Ovide Decroly (genannt Ovide Decroly; * 23. Juli 1871 in Ronse; † 12. September 1932 in Uccle/Ukkel) war ein belgischer Arzt, Neurologe, Psychologe und Reformpädagoge.

## Leben
Ovide Decroly wuchs in Flandern auf. Väterlicherseits lagen die Ursprünge seiner Familie in Frankreich. Ovide Decroly missfiel als Jugendlicher der damalige Oberschulunterricht, insbesondere der zu abstrakte Unterricht in den altsprachlichen Fächern, was sich prägend auf seine spätere Arbeit auswirken sollte. Nach der Oberschule studierte er Medizin an der Universität Gent, sowie Neuropsychologie in Berlin, Paris und Brüssel. 1898 zog er mit seiner Frau Agnès Guisset definitiv nach Brüssel und arbeitete dort in der neurologischen Abteilung einer Klinik, an der er die Leitung eines Bereiches für „anomale und sprachgestörte Kinder“ übernahm. Klassischen Behandlungsmethoden ablehnend gegenüberstehend, gründete er 1901 ein eigenes Institut zur Betreuung solcher Kinder. Einige Eltern, die seine Arbeit und seinen Unterricht beobachtet hatten, vertrauten ihm 1907 auch ihre „normalen“ Kinder an, woraufhin Decroly eine Schule namens Ermitage gründete. Sie befand sich lange Zeit in Ixelles/Elsene in Brüssel, 1927 verlegte Decroly sie dann in den Vorort Ukkel. Dieser Schule widmete sich Decroly bis zu seinem Lebensende in außergewöhnlicher Weise. Darüber hinaus war er auch als Hochschullehrer und Ausbilder im Bereich Sonderpädagogik tätig. Ovide Decroly war Mitglied der Freimaurerloge Les Amis Philanthropes.

## Die Methode Decroly
Decroly versuchte zunächst, aus ärztlicher Sicht auf experimentelle Weise die Aufmerksamkeit von Kindern zu wecken und ihr Verhalten zu analysieren. Die auf diese Weise gewonnenen Erkenntnisse wandte er dann in seiner Schule an, auch bei nicht lernbehinderten Kindern und Jugendlichen. Von zentraler Bedeutung sind hierbei die Bedürfnisse und Interessen seiner in Koedukation betreuten Schülerinnen und Schüler.
Von untergeordneter Bedeutung ist der von Lehrkräften bestimmte Frontalunterricht nach einem vorgegebenen einheitlichen Lehrplan. Die Kinder und Jugendlichen sollen einen weitgehenden Konsens über ihre Interessen herstellen und dann in Gruppenarbeit auch im Freien oder auf Ausflügen durch Beobachten, Assoziieren und Zusammenfassen weitgehend selbständig lernen. Es überwiegt ein so genannter „globaler Ansatz“, das heißt, es soll vom Ganzen und Konkreten zum Detail und zur Abstraktion gegangen werden, was der natürlichen und spontanen Vorgehensweise von Kindern am ehesten entspricht. Die Lehrkräfte haben in diesem Zusammenhang ein geeignetes Umfeld zu schaffen. Ziel ist es, bei den einzelnen Kindern und Jugendlichen den maximalen individuellen Lernerfolg zu erzielen.

## Decroly-Schulen
Die von Decroly gegründete Schule besteht noch immer. Weltweit gibt es etliche Schulen, die nach Ovide Decroly benannt sind. Sie sind nicht Teil einer gemeinsamen Organisation und folgen oft nicht ganz Decrolys pädagogischer Methodik.